# It's Always the Woman
It's Always the Woman er en britisk stumfilm fra 1916 af Wilfred Noy.

## Medvirkende
- Hayden Coffin — Major Sterrington
- Daisy Burrell — Mrs Sterrington
- Barbara Hoffe — Esmeralda Chetwynde